# Vite di uomini non illustri
(Incipit di Vite di uomini non illustri)
Vite di uomini non illustri è un libro di Giuseppe Pontiggia pubblicato nel 1993 e vincitore nel 1994 del Premio Settembrini, del Premio Flaiano per la narrativa e del Premio Selezione Campiello.
Si tratta di diciotto brevi biografie immaginarie di persone comuni riportate con uno stile giornalistico.

## Edizioni
- Giuseppe Pontiggia, Vite di uomini non illustri, Oscar Mondadori, Arnoldo Mondadori Editore, 1999,  p. 280, ISBN 978-88-04-50987-5.